# Arturo Di Lorenzo
Arturo Di Lorenzo (fl. XX secolo) è stato uno schermidore italiano, specializzato nella sciabola. Ha vinto una medaglia d'argento ai Campionati mondiali di scherma.

## Palmarès
In carriera ha ottenuto i seguenti risultati:

### Mondiali
Individuale
A squadre
- Argento nella sciabola a Parigi 1937